# Jürgen Jasperneite

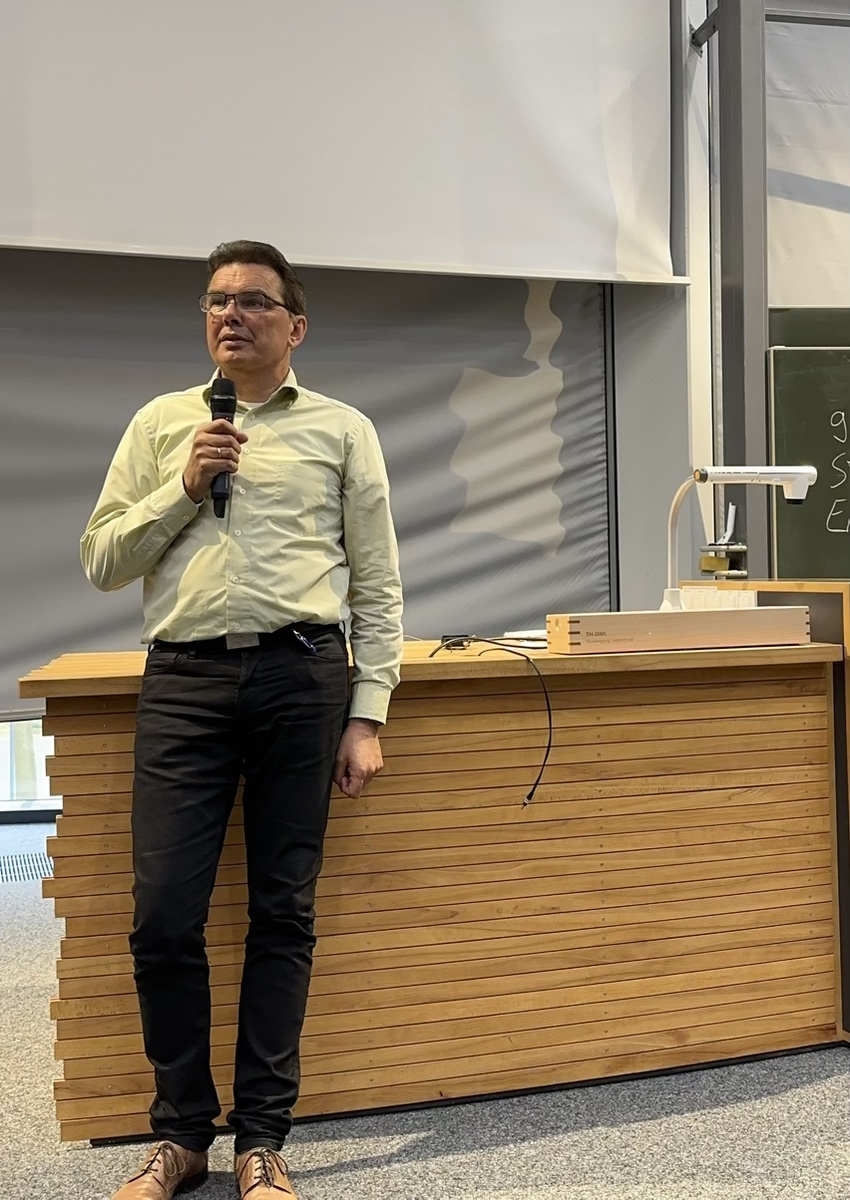
Jürgen Jasperneite (2024)

Jürgen Jasperneite (* 1964 in Nieheim (Westfalen)) ist ein deutscher Ingenieur und Professor für Computernetze an der Technischen Hochschule Ostwestfalen-Lippe (TH OWL) in Lemgo, wo er auf dem Gebiet der intelligenten Automation lehrt und forscht. Gleichzeitig leitet er das Fraunhofer IOSB-INA in Lemgo seit dessen Gründung in 2009 und ist Vorstandsmitglied des Instituts für industrielle Informationstechnik (inIT) der TH OWL.

## Werdegang und Wirken
Jasperneite wuchs in Steinheim (Westfalen) auf, studierte Elektrotechnik und Informationstechnik und promovierte 2002 an der Otto-von-Guericke-Universität Magdeburg bei Peter Neumann. Von 1988 bis 1990 war er als Entwicklungsingenieur bei der Robert Bosch GmbH in Berlin mit dem Aufbau der Testmobilstation zur Validierung für den zu dieser Zeit noch in der Standardisierung befindlichen ersten digitalen Mobilfunkstandard GSM (1G/2G) beschäftigt. Von 1990 bis 2005 war er in unterschiedlichen Funktionen im Entwicklungsbereich der Phoenix Contact GmbH tätig, beginnend als ASIC-Entwickler im Bereich der industriellen Kommunikationstechnik und zuletzt als Entwicklungsleiter des Geschäftsbereiches Automation Systems.
Seit September 2005 ist Jasperneite Professor für Computernetzwerke im Fachbereich „Elektrotechnik und Technische Informatik“ der heutigen Technischen Hochschule Ostwestfalen-Lippe in Lemgo. Ende 2006 gründete er zusammen mit sechs weiteren Professoren das Institut für industrielle Informationstechnik als erstes In-Institut der TH OWL, dessen Institutsleitung er bis 2017 innehatte.  2009 gründete er das Fraunhofer IOSB-INA, das zwischen 2012 und 2016 zum ersten Fraunhofer-Anwendungszentrum in Deutschland ausgebaut und dem 2017 nach erfolgreicher Evaluierung der Status eines Institutsteils zugesprochen wurde. Jasperneite ist einer der beiden Gründer des Centrum Industrial IT, dem deutschlandweit ersten Science-to-Business-Center im Bereich der industriellen Automation. Weiterhin initiierte und konzipierte er 2016 auf dem Campus in Lemgo mit der SmartFactoryOWL den Bau einer neuartigen Forschungs- und Demonstrationsfabrik für Industrie-4.0-Technologien.
2018 ging das von ihm initiierte Fraunhofer-Reallabor Lemgo Digital für die partizipative Technologiegestaltung auf der Grundlage von IoT-Technologien und dem Fokus auf Mittelstädte an den Start.
Seit 2014 engagiert er sich mit dem Innovation Campus Lemgo für die Entwicklung eines Quartiers für die Digitale Wirtschaft in Ostwestfalen-Lippe.
Er ist professorales Mitglied im Promotionskolleg NRW, dem das Promotionsrecht obliegt.

## Forschungsschwerpunkte
Die aktuellen Forschungsschwerpunkte von Jasperneite sind:
- Intelligente Automation technischer Systeme,
- Intelligente Vernetzung für cyber-physische Systeme auf der Grundlage von IoT-Technologien und
- verteilte Echtzeitsysteme.

Jasperneite ist seit 2006 IEEE Senior Member und Mitglied in zahlreichen Gremien und Programmkomitees nationaler und internationaler Konferenzen. Seit 2017 ist Jasperneite „Invited Research Fellow“ am Center for Sustainable Development & Global Competitiveness der Stanford University in Kalifornien. 
Seit 2021 hat er zusätzlich eine Gastprofessur am STC Research Centre der Mittuniversitetet in Schweden.

## Weitere Funktionen
Jasperneite engagiert sich in der VDI/VDE-Gesellschaft für Mess- und Automatisierungstechnik (GMA), im IEEE, im Industrie-4.0-Technologienetzwerk it’s OWL sowie in der AG 2 Forschung und Innovation der Plattform Industrie 4.0.

## Veröffentlichungen
Jasperneite hat mehr als 350 technisch-wissenschaftliche Beiträge in Konferenzen, Vorträgen, Zeitschriften und Journalen als Autor/Ko-Autor veröffentlicht. Ein aktueller Überblick ist beispielsweise bei Google Scholar zu finden.